# Asparagus subfalcatus
Asparagus subfalcatus — вид рослин із родини холодкових (Asparagaceae).

## Біоморфологічна характеристика
Це деревна кущиста рослина; стебла до 2 м завдовжки, з гачковими шипами; квіти білі.

## Середовище проживання
Ареал: Заїр.
Населяє трав'янистий степ на узбережжях озер і ксерофільні чагарники; на висотах 930–1050 метрів.